# 王子本町
王子本町（おうじほんちょう）は、東京都北区の町名。現行行政地名は王子本町一丁目から王子本町三丁目。住居表示施行地域である。

## 地理
北区中央部に位置する。JR京浜東北線・東京メトロ南北線王子駅の西に位置する区域で、町域内は主に住宅地として利用されるほか、北区役所が置かれ、北区の行政上の中心地となっている。東は王子、西は十条台、南は滝野川、北は中十条、岸町と接する。町域の南端には通称｢音無川｣と呼ばれる石神井川が流れ、東部を通る本郷通りには音無橋が架けられている。
一丁目に北区役所、北区公会堂（閉館）、順天中学校・高等学校、音無親水公園、王子地域包括支援センター、王子神社、真宗大谷派願徳寺、二丁目に区立王子第二小学校、三丁目に都営王子本町三丁目アパート（団地）がある。

### 地価
住宅地の地価は、2025年（令和7年）1月1日の公示地価によれば、王子本町2-27-4の地点で69万3000円/m2となっている。

## 歴史
王子本町はかつての王子村のうち、王子神社が置かれた本村を中心としている。後に北豊島郡王子町大字王子、東京市王子区王子町となるが、1939年（昭和14年）に王子区王子町の大部分が下十条町の一部と共に王子一丁目～五丁目となる。しかし、王子町のうち後に王子本町を構成する地域（旧王子町のうち、東北本線以西の大部分）は王子町として残り、北区発足後もそのままであった。しかし、1956年（昭和31年）に講和条約締結記念による町名地番整理事業が行われ、王子町の全域より、王子本町一丁目～三丁目を新設。さらに1966年（昭和41年）11月15日の住居表示時に王子本町一丁目～三丁目の全域と下十条町の一部により、現在の王子本町一丁目～三丁目が形成される。
かつて三丁目には十条台一丁目に跨る区域に東京第一造兵廠十条工場が置かれ、第二次世界大戦後は米軍によってキャンプ王子が置かれていた。1972年（昭和46年）には返還運動が起こり、北区立中央公園の一部や都営王子本町三住宅などになっている。

### 地名の由来
王子神社が所在し、王子村の本村であったことから｢王子本町｣とした。

### 沿革・歴史
1939年（昭和14年）以前は｢王子 (東京都北区)｣を参照。
- 1939年（昭和14年）：東京市王子区王子町の大部分が王子一丁目～五丁目となり、王子本町の前身となる地域のみが王子町として残る。
- 1943年（昭和18年）7月1日：東京都制により、東京都王子区王子町となる。
- 1947年（昭和22年）3月15日：王子区が滝野川区と合併し、東京都北区王子町となる。
- 1956年（昭和31年）：講和条約締結記念による町名地番整理事業が行われ、王子町の全域より、王子本町一丁目～三丁目を新設。
- 1966年（昭和41年）11月15日：住居表示施行。王子本町一丁目～三丁目の全域、下十条町の一部より、北区王子本町一丁目～三丁目を新設。
- 1968年（昭和43年）3月8日：王子野戦病院設置反対を要求するデモが激化。投石により王子本町派出所や民家に被害[8]。

### 町名の遍歴
| 実施後         | 実施年月日     | 実施前                                       |
| -------------- | -------------- | -------------------------------------------- |
| 王子本町一丁目 | 1966年11月15日 | 王子本町一・二・三丁目の全域、下十条町の一部 |
| 王子本町二丁目 | 1966年11月15日 | 王子本町一・二・三丁目の全域、下十条町の一部 |
| 王子本町三丁目 | 1966年11月15日 | 王子本町一・二・三丁目の全域、下十条町の一部 |

## 世帯数と人口
2023年（令和5年）1月1日現在（東京都発表）の世帯数と人口は以下の通りである。
| 丁目           | 世帯数    | 人口    |
| -------------- | --------- | ------- |
| 王子本町一丁目 | 1,528世帯 | 2,545人 |
| 王子本町二丁目 | 1,231世帯 | 1,976人 |
| 王子本町三丁目 | 833世帯   | 1,243人 |
| 計             | 3,592世帯 | 5,764人 |

### 人口の変遷
国勢調査による人口の推移。
| 年                 | 人口  |
| ------------------ | ----- |
| 1995年（平成7年）  | 6,667 |
| 2000年（平成12年） | 6,112 |
| 2005年（平成17年） | 5,859 |
| 2010年（平成22年） | 5,044 |
| 2015年（平成27年） | 5,538 |
| 2020年（令和2年）  | 5,533 |

### 世帯数の変遷
国勢調査による世帯数の推移。
| 年                 | 世帯数 |
| ------------------ | ------ |
| 1995年（平成7年）  | 3,130  |
| 2000年（平成12年） | 3,083  |
| 2005年（平成17年） | 3,164  |
| 2010年（平成22年） | 2,836  |
| 2015年（平成27年） | 3,108  |
| 2020年（令和2年）  | 3,214  |

## 学区
区立小・中学校に通う場合、学区は以下の通りとなる（2023年10月時点）。
| 丁目           | 番地             | 小学校               | 中学校                 |
| -------------- | ---------------- | -------------------- | ---------------------- |
| 王子本町一丁目 | 1〜18番 21〜30番 | 北区立王子第二小学校 | 北区立王子桜中学校     |
| 王子本町一丁目 | 19〜20番         | 北区立王子第二小学校 | 北区立十条富士見中学校 |
| 王子本町二丁目 | 全域             | 北区立王子第二小学校 | 北区立十条富士見中学校 |
| 王子本町三丁目 | 全域             | 北区立王子第二小学校 | 北区立十条富士見中学校 |

## 事業所
2021年（令和3年）現在の経済センサス調査による事業所数と従業員数は以下の通りである。
| 丁目           | 事業所数  | 従業員数 |
| -------------- | --------- | -------- |
| 王子本町一丁目 | 134事業所 | 3,109人  |
| 王子本町二丁目 | 78事業所  | 403人    |
| 王子本町三丁目 | 15事業所  | 71人     |
| 計             | 227事業所 | 3,583人  |

### 事業者数の変遷
経済センサスによる事業所数の推移。
| 年                 | 事業者数 |
| ------------------ | -------- |
| 2016年（平成28年） | 257      |
| 2021年（令和3年）  | 227      |

### 従業員数の変遷
経済センサスによる従業員数の推移。
| 年                 | 従業員数 |
| ------------------ | -------- |
| 2016年（平成28年） | 2,778    |
| 2021年（令和3年）  | 3,583    |

## 施設
- 北区役所
- 王子本町保育園
- 北区立王子第二小学校
- 順天中学校・高等学校
- 中央工学校
- 王子地域包括支援センター
- 音無親水公園 - 上野公園、代々木公園などと共に｢日本の都市公園100選｣に選ばれている。
- 王子神社
- 願徳寺 - 真宗大谷派の仏教寺院
- 北区新聞社

## 交通
道路
- 東京都道455号本郷赤羽線（本郷通り）

## その他

### 日本郵便
- 郵便番号 : 114-0022[3]（集配局 : 王子郵便局[19]）。